# Mai Shiranui
Mai Shiranui (不知火 舞, Shiranui Mai) est un personnage de jeu vidéo des séries de jeux de combat Fatal Fury et The King of Fighters,  développés par SNK,.
Mai est célèbre pour le soin apporté à l'animation de sa poitrine. Cette fameuse animation est bloquée dans les versions domestiques internationales de The King of Fighters. L'actrice Akoya Sogi (en) prête sa voix au personnage depuis Fatal Fury 2, elle est remplacée en 2010 par Ami Koshimizu. Dans l'OAV Fatal Fury 2: The New Battle (1993) et le film Fatal Fury: The Motion Picture (1994), Mai est doublée dans la version originale par Kotono Mitsuishi. La version française de Mai Shiranui est doublée par la comédienne Sabrina Leurquin.

## Présentation
Mai Shiranui est apparue en 1992 dans le jeu Fatal Fury 2 et est rapidement devenue l’égérie de SNK. Sa plastique avantageuse et ses choix vestimentaires minimalistes lui ont valu facilement l'affection des joueurs. Mai Shiranui est le premier personnage féminin jouable de Fatal Fury, SNK avait à l'origine conçu deux personnages différents, un maître ninja et une idole japonaise pour Fatal Fury 2 avant sa création. Dans un article publié dans le magazine japonais Neo Geo Freak, il est mentionné que le buste de Mai a été modelé sur l'actrice japonaise Fumie Hosokawa et ses fesses sur l'actrice Ai Iijima.
De nationalité japonaise, Mai Shiranui est née le 1er janvier 1974. Elle a les yeux marron, les cheveux bruns et son groupe sanguin est B. Selon la version du jeu dans lequel elle apparaît, sa taille varie entre 164 et 165 cm, son poids entre 46 et 50 kg et son tour de poitrine entre 85 et 87 cm. Ses autres mensurations sont restés fixes : un tour de taille de 54 cm, un tour de hanches de 90 cm et 38 de pointure.
La principale occupation de Mai Shiranui est d'être une ninja des temps modernes. Elle est en effet héritière de l’école Shiranui dont elle perpétue le Ninjitsu. Elle est pour cela armée d'un éventail et maîtrise de surcroît une puissante technique de pyrokinésie. Ceci ne l'empêche néanmoins nullement d'aimer cuisiner, en particulier des plats japonais traditionnels tels que les bentō ou les osechi. Elle excelle également dans la pratique du Battledore (badminton), et aime écouter du heavy metal. Fiancée à Andy Bogard, dont son grand-père, Hanzo Shiranui, fut l'entraineur, Mai fut formée par Jubei Yamada, mais ne porte que peu de crédit aux enseignements de ses ainés. Il faut préciser qu'elle n’est réputée ni pour sa sagesse ni pour sa finesse d'esprit.

## Apparitions

### Fatal Fury & King of Fighters
Mai Shiranui apparaît la première fois dans Fatal Fury 2, où elle va aider Andy Bogard à affronter le nouvel hôte du tournoi The King of Fighters, Wolfgang Krauser. Elle perd face à Lawrence Blood, qui la prend en otage pour attirer Andy. Elle joue également un rôle de soutien dans Fatal Fury 3: Road to the Final Victory et Real Bout Fatal Fury, recueillant des informations pour aider à combattre Geese Howard, le criminel qui a tué le père d'Andy et Terry, Jeff Bogard. Les jeux suivants de la série, Real Bout Fatal Fury Special et Real Bout Fatal Fury 2: The Newcomers, parus respectivement en 1997 et 1998, ne contiennent pas de scénario. Mai est présente dans Fatal Fury: Wild Ambition sorti en 1999, un remake en 3D de Fatal Fury: King of Fighters, qui, à l'origine, ne présentait pas Mai.
La série The King of Fighters met en avant Mai en tant que personnage régulier participant aux tournois annuels de l'équipe « Women Fighters » (également connue sous le nom de « Fighting Gals Team » et  « Gorgeous Team »), qu'elle fonde dans The King of Fighters '94 après qu'Andy refuse de la laisser participer et former avec elle une équipe. L'équipe de Mai est au départ composée d'elle, de King et de Yuri Sakazaki de la série Art of Fighting. Elle évolue dans The King of Fighters '99: Millennium Battle, où les équipes sont passées à quatre membres. Mai rejoint l'équipe « Fatal Fury », composée de Terry Bogard, Andy Bogard et de Joe Higashi. Dans The King of Fighters 2000, Mai laisse sa place à Blue Mary et retrouve l'équipe « Women Fighters », qui est composée dans ce tournoi de Mai, Yuri, Kasumi Todoh et d'une nouvelle combattante, Hinako Shijo. L'équipe « Women Fighters » est changée dans The King of Fighters 2001, se composant toujours de Mai et d'Hinako Shijo et marquant le retour de King et de Li Xiangfei. The King of Fighters 2002: Challenge to Ultimate Battle revient avec les équipes traditionnelles composées de trois membres, Mai reste dans la même équipe aux côtés de Yuri Sakazaki et d'une nouvelle recrue du précédente épisode de l'équipe « Korea », May Lee. The King of Fighters 2003, l'équipe « Women Fighters » est composée de Mai, King et de Blue Mary.

### Autres apparitions
Mai Shiranui apparaît en 1999 et 2000 dans les jeux de combat de SNK, SNK vs. Capcom: The Match of the Millennium puis SNK Gals' Fighters. Elle apparaît ensuite dans le crossover de Capcom en 2000 et 2001, avec le titre Capcom vs. SNK: Millennium Fight 2000 et sa suite Capcom vs. SNK 2: Mark of the Millennium 2001, où elle est opposée à Chun-Li,. Mai est également présente dans le dernier crossover de SNK avec Capcom paru en 2003, SNK vs. Capcom: SVC Chaos. Mai fait partie du casting du jeu de combat NeoGeo Battle Coliseum, sorti en 2005, regroupant les personnages emblématiques de chez SNK. SNK publie en 2007 un jeu d'aventure à images fixes intitulé Days of Memories, où Mai partage notamment l'affiche avec Leona et King. En 2011, sort le tactical RPG Queen's Gate: Spiral Chaos uniquement au Japon où les personnages féminins sont présentés principalement pour leurs formes avantageuses, Mai Shiranui y est par conséquent ajoutée. Le sprite de Mai est utilisé pour la sortie du jeu de tower defense Metal Slug Defense, paru en 2014. En 2016, Mai est invitée en tant que personnage jouable via dlc pour le jeu de combat en 3D, Dead or Alive 5 Last Round. En 2018, SNK développe le jeu de combat par équipes SNK Heroines: Tag Team Frenzy, et Mai est présentée en tant que troisième « héroïne » du jeu. Mai revient à nouveau dans la série Dead or Alive pour le sixième épisode, toujours via dlc.